# Ullungsfors
Ullungsfors är en bebyggelse i Ovanåkers socken i Ovanåkers kommun, Gävleborgs län. Den avgränsades före 2015 till en Småort för att 2015 växa samman med tätorten Edsbyn.